# José Triana
José Triana (Hatuey, Camagüey, 4 de janeiro de 1931 – Paris, 4 de março de 2018) foi um escritor cubano. Dramaturgo premiado, viveu em Paris. Foi encenado no Brasil em várias oportunidades

## Biografia
Nasceu em uma modesta família operária cubana. Formou-se em letras pelo Instituto de Manzanillo (Oriente), tendo cursado a [[Universidade de Madrid em 1955, sem concluir seus estudos.
Atuou em Espanha com o Grupo Dido (1956-1957) e foi diretor de cena do Teatro Ensayo (1958).
Foi assessor literário do Conselho Nacional de Cultura, da Editora Nacional de Cuba e do Instituto Cubano do Libro.
Obteve o prêmio de teatro Casa de las Américas de 1965, o Gallo de La Habana de 1966 e otras premiações em Colômbia, Argentina e México pela sua obra La noche de los asesinos.
Publicou Teatro español actual e La generación del 98: Unamuno, Valle-Inclán, Baroja, Machado, Azorín. Suas obras foram traduzidas ao inglês, francês, italiano, português, alemão, húngaro, polaco, sueco, holandês, hebreu e catalão.[carece de fontes?]

## Obras
- De la madera del sueño (poemas), Madrid, 1958.
- El Parque de la Fraternidad (teatro), La Habana, 1962.
- La muerte del ñeque(obra em três atos), La Habana, 1964.
- La noche de los asesinos, La Habana, 1965.